# Баба
Вижте пояснителната страница за други значения на Баба.
Ба̀ба за едно дете е майката на неговата майка или баща. Всеки човек има по две баби – едната за баща му е тъща, а другата за майка му е свекърва.
Баба може да се отнася и за възрастна жена изобщо: като обръщение от страна на по-млад човек или дете (неутрално, както дядо, чичо, лельо, како и батко към непознат, но по-голям на възраст човек) или като обида (стара жена, „бабичка“, в негативен смисъл и да се „сбабиш“, т.е. да грохнеш).
Остаряло значение на думата „баба“ е и жена, която „бабува“, т.е. помага на родилка при израждане на бебето. Оттук и името на празника на акушерките – Бабинден.
В славянската митология бабата е персонаж от категорията на т.нар. вещи люде – хора със свръхестествени способности, знания и умения.